# Hemmendorf (Groitzsch)
Hemmendorf ist ein Ortsteil der Stadt Groitzsch im Landkreis Leipzig (Freistaat Sachsen). Der Ort wurde 1957 nach Berndorf eingemeindet. Mit diesem kam er im Jahr 1996 zur Stadt Groitzsch.

## Geografie
Hemmendorf liegt in der Leipziger Tieflandsbucht sieben Kilometer südöstlich von Groitzsch zwischen dem Groitzscher See im Norden und der Landesgrenze zu Thüringen im Süden. Da das Gebiet nördlich von Hemmendorf zwischen 1974 und 1991 durch den Tagebau Groitzscher Dreieck zerstört wurde, ist der sächsische Ort heute auf Straßen nur über thüringisches Gebiet erreichbar.
Nachbarorte sind der Groitzscher Ortsteil Maltitz im Westen und das Gebiet der thüringischen Stadt Lucka mit ihren Ortsteilen im Osten und Süden.

## Geschichte

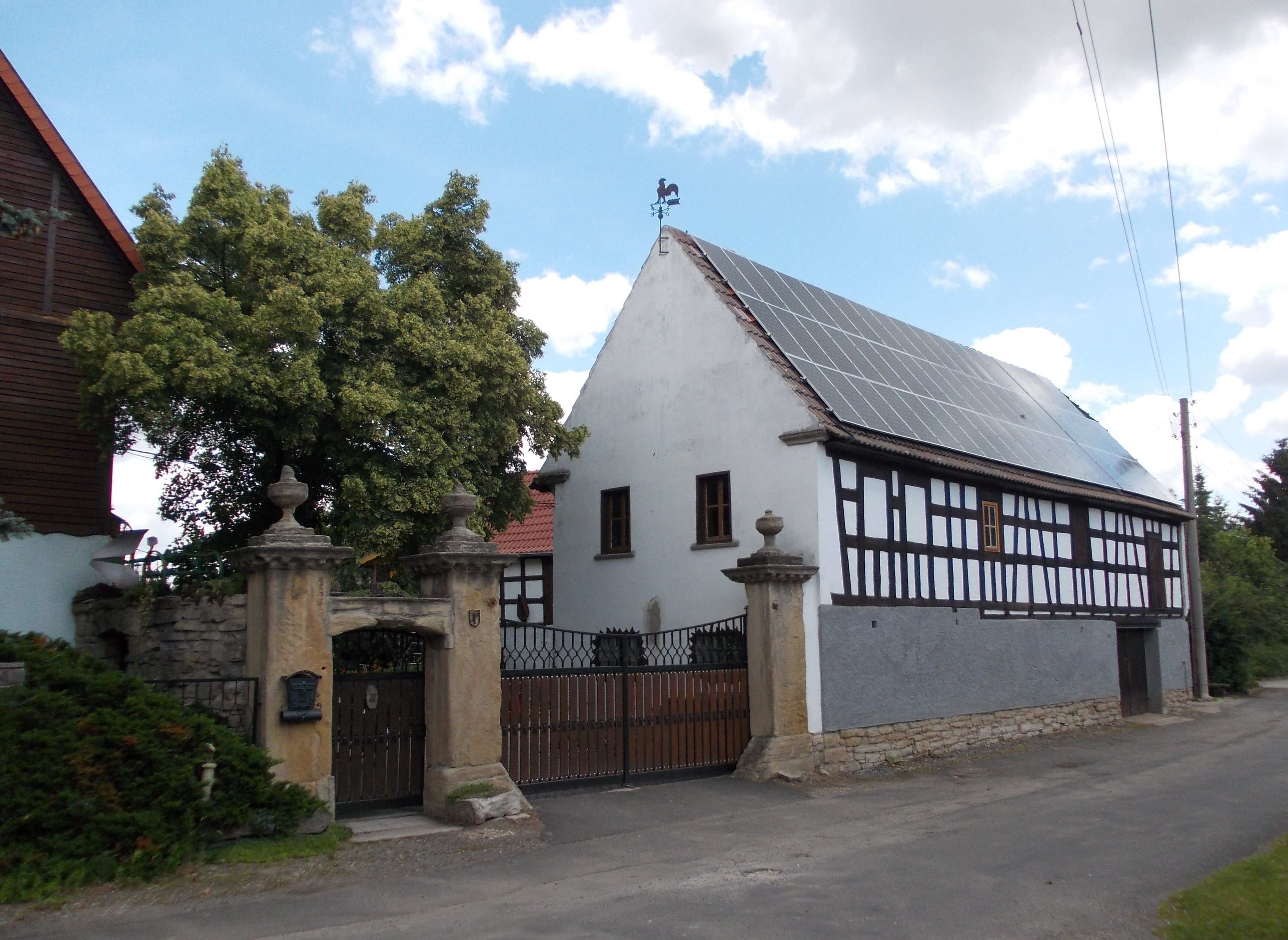
Hemmendorf, Bauernhof

Hemmendorf wurde im Jahr 1378 als „Heymendorf“ erwähnt. Der Ort war bis 1856 der westlichste Ort des zusammenhängenden Gebiets des kursächsischen bzw. königlich-sächsischen Amts Borna. Ab 1856 gehörte der Ort zum Gerichtsamt Borna und ab 1875 zur Amtshauptmannschaft Borna.
Hemmendorf lag im Übergangsgebiet vom Bornaer Revier im Norden und dem Meuselwitz-Altenburger Braunkohlerevier im Süden. Im direkt südlich von Hemmendorf beginnenden Altenburger Land erschloss in der ersten Hälfte des 20. Jahrhunderts die Phönix AG für Braunkohlenverwertung die Tagebaue Hemmendorf (1938–1952) und Phönix-Hemmendorf (1939–1948). Als Bergbaufolgelandschaft entstand in dem Restloch der Prößdorfer See. Die Gegend im Norden von Hemmendorf, wo sich heute der Groitzscher See befindet, fiel zwischen 1974 und 1991 dem Tagebau Groitzscher Dreieck zum Opfer.
Hemmendorf wurde 1952 dem Kreis Borna im Bezirk Leipzig zugeordnet. Am 1. Januar 1957 erfolgte die Eingemeindung nach Berndorf, mit dem der Ort im Jahr 1990 zum sächsischen Landkreis Borna und 1994 zum Landkreis Leipziger Land kam. Durch die am 1. Januar 1996 erfolgte Eingemeindung von Berndorf nach Groitzsch wurde Hemmendorf ein Ortsteil der Stadt Groitzsch.